# Bisdom Santo Ângelo
Het bisdom Santo Ângelo (Latijn: Dioecesis Angelopolitana) is een rooms-katholiek bisdom met als zetel Santo Ângelo, in Brazilië. Het bisdom is suffragaan aan het aartsbisdom Santa Maria.

## Geschiedenis
Het bisdom werd opgericht op 22 mei 1961, uit delen van het bisdom Uruguaiana, en was suffragaan aan het aartsbisdom Porto Alegre. Op 13 april 2011 veranderde het van kerkprovincie en werd suffragaan aan het nieuw verheven aartsbisdom Santa Maria. 

## Parochies
Het bisdom had in 2020 een oppervlakte van 18.572 km2 en telde 460.100 inwoners waarvan 72,0% rooms-katholiek was.

## Bisschoppen
- Aloísio Leo Arlindo Lorscheider (3 februari 1962 - 26 maart 1973)
- Estanislau Amadeu Kreutz (21 december 1973 - 15 juni 2004; hulpbisschop sinds 10 juni 1972)
- José Clemente Weber (15 juni 2004  - 24 april 2013)
- Liro Vendelino Meurer (24 april 2013 - heden)

Santa Maria (aartsbisdom) · Cachoeira do Sul · Cruz Alta · Santa Cruz do Sul · Santo Ângelo · Uruguaiana